# Martijans Bekasovs
Martijans Bekasovs (ur. 1 listopada 1949 w Rzeżycy) – łotewski polityk i działacz partyjny narodowości rosyjskiej, wieloletni poseł do Rady Najwyższej Republiki Łotwy i Sejmu.

## Życiorys
W 1968 ukończył szkołę średnią w Rzeżycy. Następnie ukończył szkołę wojskową w Królewcu (1973) oraz studia prawnicze w Mińskiej Wyższej Szkole Ministerstwa Spraw Wewnętrznych ZSRR (1983). Należał do Komunistycznej Partii Związku Radzieckiego, był sekretarzem ds. bezpieczeństwa w komitecie miejskim KPZR w Rzeżycy. W późniejszych latach zasiadał w radach różnych organizacji pozarządowych zajmujących się m.in. przeciwdziałaniem przestępstwom.
W 1990 wybrano go do Rady Najwyższej Republiki Łotwy, 4 maja tegoż roku głosował przeciwko ogłoszeniu deklaracji niepodległości przez Łotwę. W 1993 zdobył mandat w Sejmie V kadencji z listy Równouprawnienia, natomiast w trakcie kadencji przystąpił do Łotewskiej Partii Socjalistycznej. Uzyskiwał reelekcję do Sejmu VI, VII i VIII kadencji w 1998, 2002 i 2010 (w miejsce zmarłego Aleksandrsa Golubovsa, kandydował wówczas z listy Centrum Zgody). Przez krótki czas był sekretarzem klubu Rosyjskiego Związku Łotwy. W 2003 przez kilka miesięcy pozostawał obserwatorem w Parlamencie Europejskim (przystąpił do frakcji GUE/NGL), jednak w listopadzie tegoż roku pozbawiono go tej funkcji ze względu na działanie na szkodę państwa. W 2004 był liderem listy wyborczej socjalistów do PE, która nie przekroczyła progu. W 2010 nie ubiegał się o reelekcję.

## Życie prywatne
Jest żonaty.